# Gregarina nemertis
Gregarina nemertis is een soort in de taxonomische indeling van de Myzozoa, een stam van microscopische parasitaire dieren. Het organisme komt uit het geslacht Gregarina en behoort tot de familie Gregarinidae. Gregarina nemertis werd in 1845 ontdekt door von Kolliker.